# Honda Civic Tour
El Honda Civic Tour es una serie de conciertos de música, auspiciados por la compañía automovilística Honda Motor Co. Ltda. que se realizan desde 2001, y todos los años desde entonces; cada año, las bandas personalizan a su gusto un Honda Civic, que luego es rifado entre los asistentes a los conciertos.

## Ediciones

### Edición 2001

#### Primera etapa
- Liderado por Blink-182
- Apoyado por las bandas Alkaline Trio, No Motiv, Sum 41, y The Ataris.

#### Segunda etapa
- Liderado por Everclear
- Apoyado por American Hi-Fi, Head Automatica y The Mayfield Four.

### Edición 2002
Incubus lideró el tour en el año 2002 realizando 47 shows, tocando junto a Hoobastank y Phantom Planet.

### Edición 2003
En 2003, New Found Glory y Good Charlotte realizaron 50 shows en conjunto. Hot Rod Circuit, Less Than Jake, MXPX, Stretch Armstrong y The Disasters estuvieron apoyándolos.

### Edición 2004
Dashboard Confessional lideró el tour en el año 2004. Bandas como The Get Up Kids, Thrice, y Val Emmich también estuvieron ese año.

### Edición 2005
2005 fue liderado por Maroon 5 quienes actuaron con Phantom Planet, The Donnas y The Thrills

### Edición 2006
En esta oportunidad el tour estuvo a cargo de The Black Eyed Peas quienes actuaron con Flipsyde y The Pussycat Dolls.
el Honda Civic 2006 es una de las versiones de este marca de automóviles más sobresalientes, sobre todo en potencia, diseño, confort, y sobre todo un manejo excepcional, gracias honda

### Edición 2007
En la séptima edición, Fall Out Boy fue el líder junto a +44, The Academy Is..., Cobra Starship, y Paul Wall. 
El tour, cuyo inicio estaba previsto para 18 de abril, se retrasó debido a razones personales de los chicos de Fall Out Boy.

## Fechas
| Fechas del Tour 2007                                | Fechas del Tour 2007 | Fechas del Tour 2007     | Fechas del Tour 2007                     |
| Día                                                 | Ciudad               | Estado                   | Lugar                                    |
| --------------------------------------------------- | -------------------- | ------------------------ | ---------------------------------------- |
| 11 de mayo,2007                                     | Denver               | Colorado                 | Coors Amphitheatre                       |
| 12 de mayo, 2007                                    | Kansas City          | Kansas                   | Verizon Wireless Amphitheater            |
| 13 de mayo, 2007                                    | Council Bluffs       | Iowa                     | Mid America Center                       |
| 15 de mayo, 2007                                    | Moline               | Illinois                 | Mark Of The Quads                        |
| 16 de mayo, 2007                                    | Minneapolis          | Minnesota                | Target Center                            |
| 17 de mayo, 2007                                    | Milwaukee            | Wisconsin                | Bradley Center                           |
| 18 de mayo, 2007                                    | San Luis             | Misuri                   | Verizon Wireless Amphitheater            |
| 20 de mayo, 2007                                    | Cuyahoga Falls       | Ohio                     | Blossom Music Center                     |
| 21 de mayo, 2007                                    | Cincinnati           | Ohio                     | Riverbend amphitheatre                   |
| 22 de mayo, 2007                                    | Pittsburgh           | Pensilvania              | Post Gazette Pavilion                    |
| 23 de mayo, 2007                                    | Virginia Beach       | Virginia                 | Verizon Wireless Amphitheater            |
| 25 de mayo, 2007                                    | Montreal             | Quebec, Canadá           | Bell Center                              |
| 26 de mayo, 2007                                    | Toronto              | Ontario, Canadá          | Molson Amphitheater                      |
| 27 de mayo, 2007                                    | Clarkston            | Míchigan                 | DTE Energy Music Center                  |
| 28 de mayo, 2007                                    | Darien Center        | New York                 | Darien Lake Performing Arts Center       |
| 30 de mayo, 2007                                    | Saratoga Springs     | New York                 | Saratoga Performing Arts Center          |
| 31 de mayo, 2007                                    | Mansfield            | Massachusetts            | Tweeter Center                           |
| 1 de junio, 2007                                    | Camden               | Nueva Jersey             | Tweeter Center at the Waterfront         |
| 2 de junio, 2007                                    | Hartford             | Connecticut              | New England Dodge Music Center           |
| 4 de junio, 2007                                    | Columbia             | Maryland                 | Merriweather Post Pavilion               |
| 5 de junio, 2007                                    | Wantagh              | New York                 | Jones Beach Amphitheater                 |
| 6 de junio, 2007                                    | Holmdel              | Nueva Jersey             | PNC Bank Arts Center                     |
| 8 de junio, 2007                                    | Noblesville          | Indiana                  | Verizon Wireless Amphitheater            |
| 9 de junio 2007, 10 de junio 2007, 11 de junio 2007 | Chicago              | Illinois                 | Charter One Pavilion at Northerly Island |
| 13 de junio, 2007                                   | Charlotte            | Carolina del Norte       | Verizon Wireless Amphitheater            |
| 14 de junio, 2007                                   | Atlanta              | Georgia                  | Hi Fi Buys Amphitheater                  |
| 15 de junio, 2007                                   | Tampa                | Florida                  | Ford Amphitheatre                        |
| 16 de junio, 2007                                   | West Palm Beach      | Florida                  | Sound Advice Amphitheatre                |
| 18 de junio, 2007                                   | Woodlands            | Texas                    | Cynthia Woods Mitchell Pavilion          |
| 19 de junio, 2007                                   | Dallas               | Texas                    | Smirnoff Amphitheatre                    |
| 20 de junio, 2007                                   | San Antonio          | Texas                    | Verizon Wireless Amphitheatre            |
| 22 de junio, 2007                                   | Phoenix              | Arizona                  | Cricket Pavilion                         |
| 23 de junio, 2007                                   | Los Ángeles          | California               | The Forum                                |
| 24 de junio, 2007                                   | Las Vegas            | Nevada                   | The Pearl at The Palms                   |
| 25 de junio, 2007                                   | Salt Lake City       | Utah                     | E Center                                 |
| 27 de junio, 2007                                   | Tacoma               | Washington               | Tacoma Dome                              |
| 28 de junio, 2007                                   | Vancouver            | British Columbia, Canadá | Pacific Coliseum                         |
| 29 de junio, 2007                                   | Portland             | Oregón                   | Rose Garden Arena                        |
| 30 de junio, 2007                                   | Concord              | California               | Sleep Train Amphitheater                 |
| 1 de julio, 2007                                    | San Diego            | California               | Coors Amphitheater                       |
| 2 de julio, 2007                                    | Anaheim              | California               | The Honda Center                         |

### Edición 2008
Panic at the Disco fue el líder del tour ese año, con The Hush Sound, Motion City Soundtrack, y Phantom Planet. El tour comenzó el 10 de abril en San Francisco y finalizó el 14 de junio en Anaheim. 
| Fechas del Tour 2008 | Fechas del Tour 2008 | Fechas del Tour 2008 | Fechas del Tour 2008                                   |
| Día                  | Ciudad               | Estado               | Lugar                                                  |
| -------------------- | -------------------- | -------------------- | ------------------------------------------------------ |
| 10 de abril, 2008    | San Francisco        | California           | Warfield                                               |
| 11 de abril, 2008    | San Francisco        | California           | Warfield                                               |
| 12 de abril, 2008    | San Diego            | California           | Soma                                                   |
| 13 de abril, 2008    | Phoenix              | Arizona              | Mesa Amphitheatre                                      |
| 15 de abril, 2008    | Tulsa                | Oklahoma             | Brady Theatre                                          |
| 17 de abril, 2008    | Ruston               | Luisiana             | Thomas Assembly Center at Louisiana Tech               |
| 18 de abril, 2008    | Dallas               | Texas                | Palladium Ballroom                                     |
| 19 de abril, 2008    | Austin               | Texas                | Stubb’s BBQ                                            |
| 20 de abril, 2008    | Houston              | Texas                | Verizon Wireless Theater                               |
| 22 de abril, 2008    | Tampa                | Florida              | Ruth Eckerd Hall                                       |
| 23 de abril, 2008    | Miami                | Florida              | The Fillmore Miami Beach at the Jackie Gleason Theatre |
| 24 de abril, 2008    | Orlando              | Florida              | House of Blues - Orlando                               |
| 26 de abril, 2008    | Atlanta              | Georgia              | Masquerade Music Park                                  |
| 27 de abril, 2008    | Charlotte            | Carolina del Norte   | Amos' Southend                                         |
| 29 de abril, 2008    | Myrtle Beach         | Carolina del Sur     | House of Blues - Myrtle Beach                          |
| 30 de abril, 2008    | Washington D. C.     |                      | Constitution Hall                                      |
| 2 de mayo, 2008      | Orono                | Maine                | Alfond Arena at the University of Maine                |
| 3 de mayo, 2008      | Troy                 | New York             | RPI Fieldhouse                                         |
| 6 de mayo, 2008      | Rochester            | New York             | Gordon Fieldhouse - Rochester Institute of Technology  |
| 7 de mayo, 2008      | New York             | New York             | Roseland Ballroom                                      |
| 8 de mayo, 2008      | New York             | New York             | Roseland Ballroom                                      |
| 9 de mayo, 2008      | Philadelphia         | Pensilvania          | Festival Pier                                          |
| 10 de mayo, 2008     | Wallingford          | Connecticut          | Chevrolet Theatre                                      |
| 11 de mayo, 2008     | Boston               | Massachusetts        | Bank of America Pavilion                               |
| 13 de mayo, 2008     | Montreal             | Quebec               | Metropolis                                             |
| 14 de mayo, 2008     | Toronto              | Ontario              | The Sound Academy                                      |
| 16 de mayo, 2008     | Cleveland            | Ohio                 | Tower City Amphitheatre                                |
| 17 de mayo, 2008     | Columbus             | Ohio                 | PromoWest-Outdoor (LC Pavilion)                        |
| 18 de mayo, 2008     | Indianápolis         | Indiana              | Egyptian Room at Murat Centre                          |
| 20 de mayo, 2008     | Detroit              | Míchigan             | The Fillmore Theatre                                   |
| 23 de mayo, 2008     | Chicago              | Illinois             | Congress Theatre                                       |
| 24 de mayo, 2008     | Chicago              | Illinois             | Congress Theatre                                       |
| 25 de mayo, 2008     | Milwaukee            | Wisconsin            | Eagles Ballroom                                        |
| 27 de mayo, 2008     | Minneapolis          | Minnesota            | Myth                                                   |
| 28 de mayo, 2008     | Des Moines           | Iowa                 | Val Air Ballroom                                       |
| 30 de mayo, 2008     | San Luis             | Misuri               | The Pageant                                            |
| 31 de mayo, 2008     | Omaha                | Nebraska             | Westfair Amphitheatre                                  |
| 1 de junio, 2008     | Kansas City          | Misuri               | Uptown Theatre                                         |
| 3 de junio, 2008     | Denver               | Colorado             | The Fillmore Auditorium                                |
| 4 de junio, 2008     | Salt Lake City       | Utah                 | Salt Air Theatre                                       |
| 6 de junio, 2008     | Vancouver            | British Columbia     | PNE Forum                                              |
| 7 de junio, 2008     | Seattle              | Washington           | Paramount Theatre                                      |
| 8 de junio, 2008     | Portland             | Oregón               | Portland Exposition Center                             |
| 10 de junio, 2008    | Reno                 | Nevada               | The Theatre - Grand Sierra Resort                      |
| 13 de junio, 2008    | Las Vegas            | Nevada               | The Pearl                                              |
| 14 de junio, 2008    | Anaheim              | California           | The Theatre at the Honda Center                        |

### Edición 2009 (cancelada)
Originalmente estaba preparada para que All-American Rejects estuviese a la cabeza del tour, pero fue cancelado.

### Edición 2010
El Honda Civic Tour del 2010 fue liderado por Paramore, junto a teloneros como Tegan and Sara, New Found Glory y Kadawatha

### Edición 2011
En 2011 el Honda Civic Tour es coencabezado por blink-182 y My Chemical Romance.

### Edición 2012
Liderado por: Incubus y Linkin Park.
Apoyado por: Mutemath.